# 犬飼春美
犬飼 春美（いぬかい はるみ、1986年 ）は、NHK山形放送局の元契約キャスター。

## 経歴
山形県寒河江市出身。山形県立山形東高等学校を経て東京都内の大学を卒業後、2009年入局。
山形局では長らく、藤田千枝が地元出身の契約キャスターとして在籍し、『今夜はなまらナイト』の“女将”としてすっかり定着していたが、結婚などの理由からか山形を離れることとなったために、その後任として採用された。従って、入局当初から『なまらナイト』シリーズを主な担当としていた。当然、藤田同様ニュース以外では方言丸出しで、ブログでも表現は方言であった。
2010年、藤田が出られなくなる状態が生じたため、本格的に本編での活動を強化。本編では通常“居酒屋なまらの店員”として登場し、山形局の職員食堂でテツandトモの中本哲也（滋賀県出身）と“テツ・ワン（鉄腕）コンビ”を組んでいた。
また、モンテディオ山形の熱烈なサポーターとしても県内では知られており、試合中はゴール裏に陣取っていたという。

## 過去の担当番組
- 今夜はなまらナイト
- なまらナイト・ジュニア!（FM放送。当初はこちらから始めた）